# Franz Xaver Putz von Breitenbach

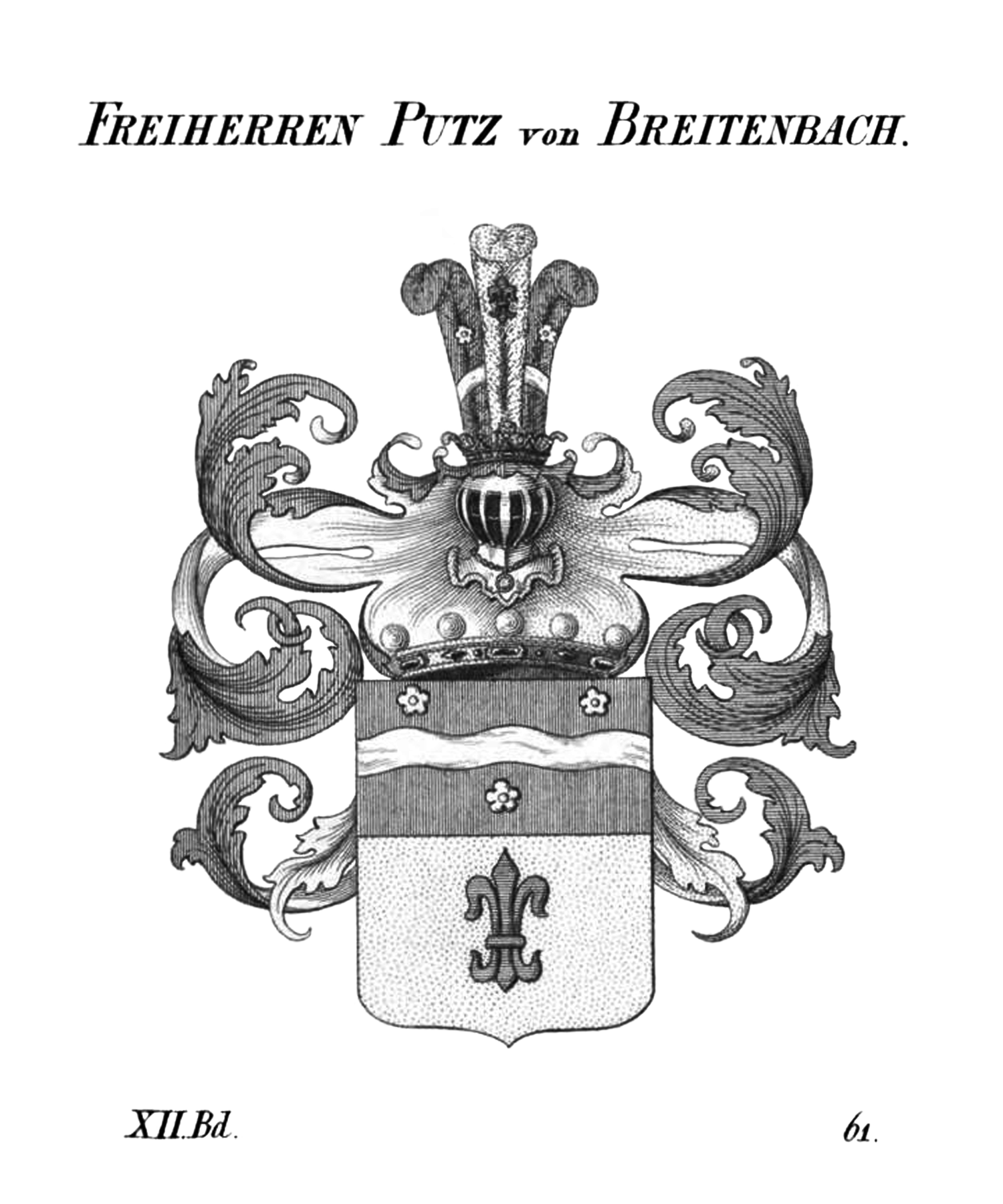
Familienwappen

Freiherr Franz Xaver Putz von Breitenbach, Herr auf Luck, Buda, Werscheditz und Liebkowitz (* 13. Februar 1737 in Luck; † 9. August 1794 in Liebkowitz) war ein böhmischer Adliger, Gutsbesitzer und Unternehmer, der in den Freiherrenstand erhoben wurde.

## Leben

### Herkunft
Franz Xaver Putz (Taufnamen: Franciscus Xaverius Wenceslaus Antonius Joannes Nepomucenus) war der jüngste überlebende Sohn des Gutsbesitzers Wenzel Leopold Ritter Putz von Breitenbach (1688–1747), Herr auf Luck, Reschwitz, Buda und Chiesch, und dessen Ehefrau Antonia Theresia geb. von Hark (um 1697–1755). Sein Großvater war der Bergmeister von Platten Christoph Adalbert Putz (1658–1726), der mit der Erzeugung und dem Handel von Glas und blauer Farbe reich wurde und 1719 mit dem Prädikat von Breitenbach vom Kaiser Karl VI. das Ritterdiplom erhielt. 

### Werdegang

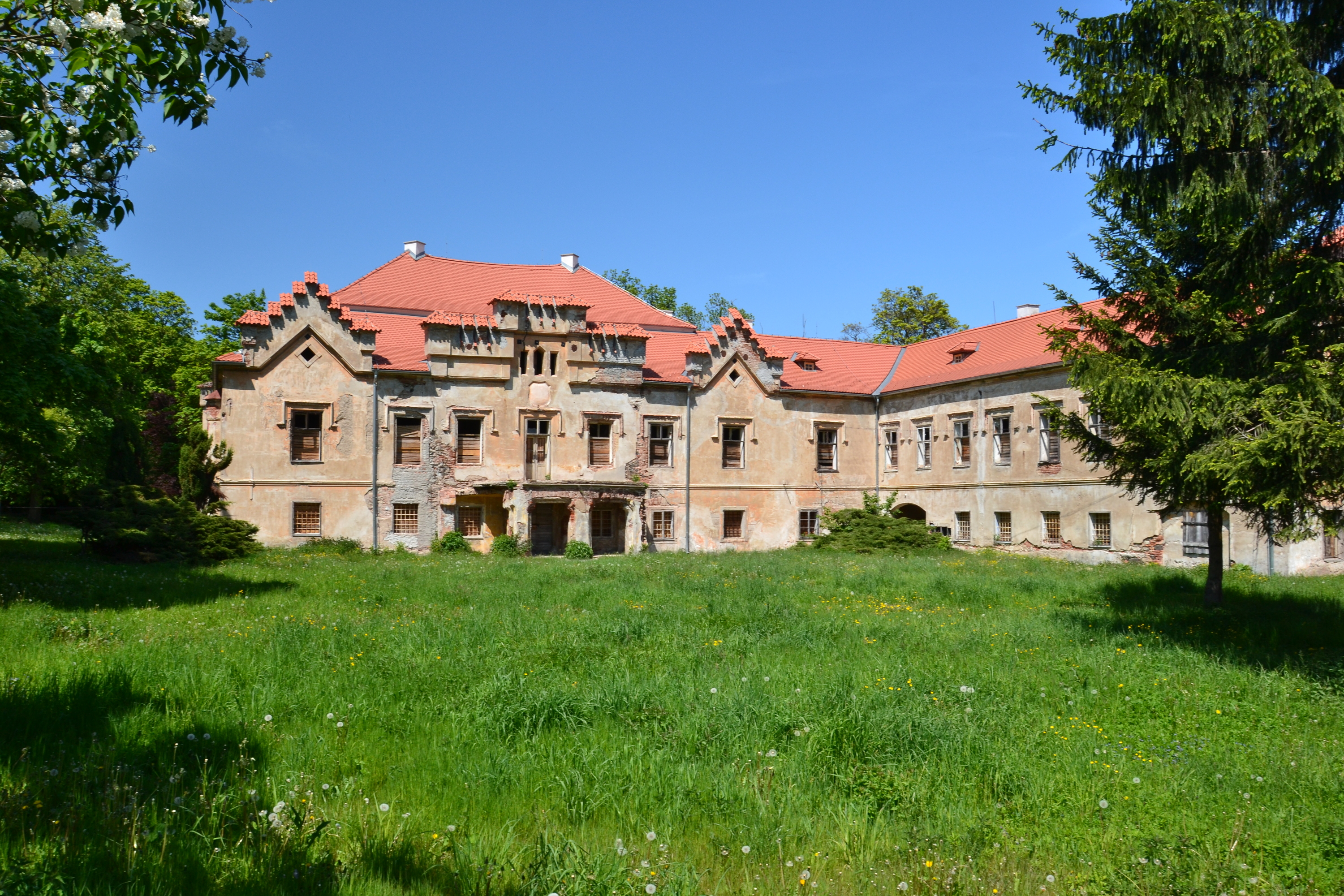
Schloss Werscheditz, Wohnsitz

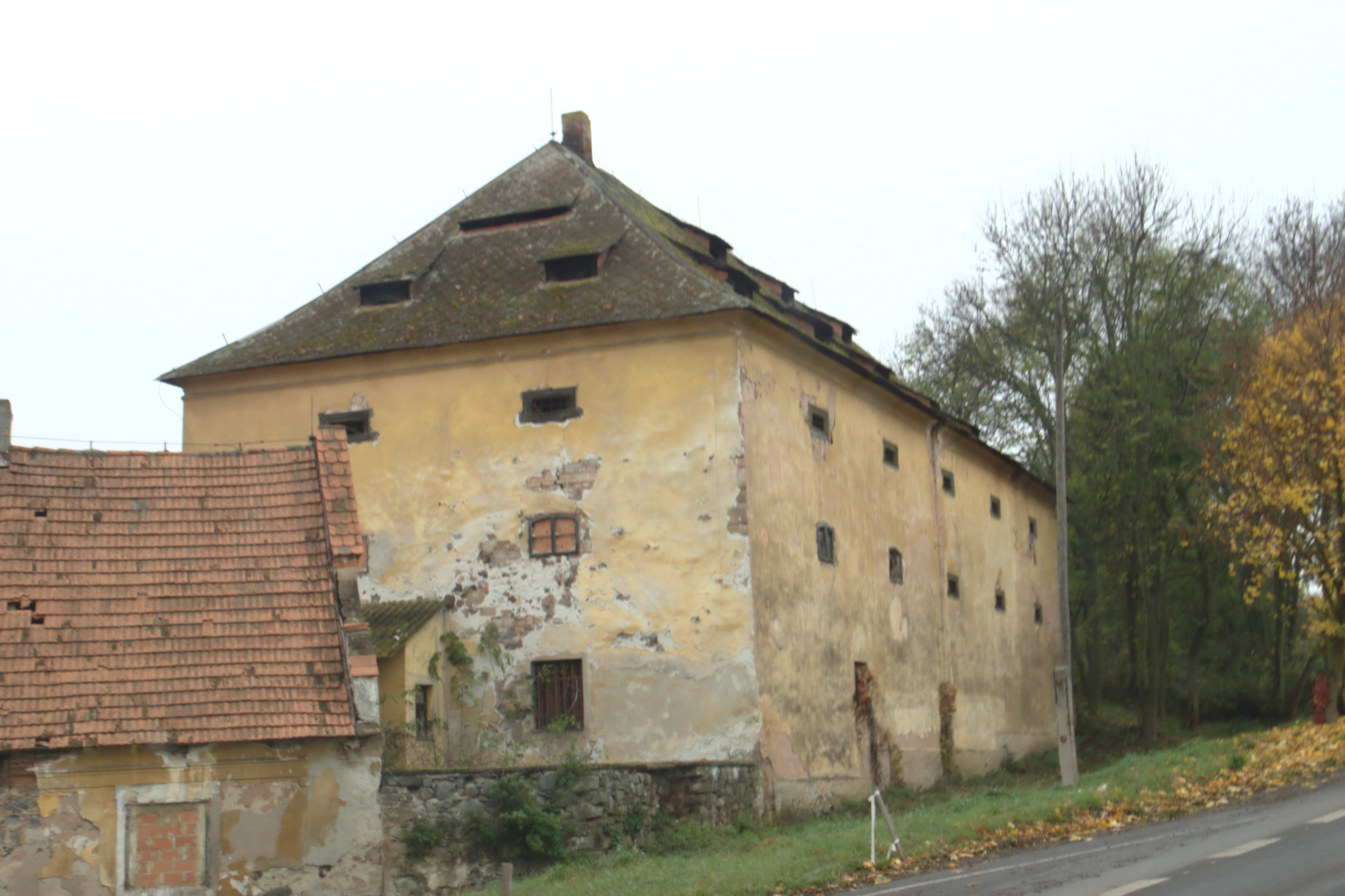
Schloss Libkowitz, Sterbeort

Nach dem Tode seines Vaters erbte zunächst sein älterer Bruder Johann Nepomuk die Güter Luck, Buda und Chiesch. 1758 gingen diese Güter in seinen Besitz über. Am 24. Juni 1758 erwarb er auch das Gut Werscheditz von der verwitweten Maria Elisabeth Kfellner von Sachsengrün geb. Gräfin Caretto von Millesimo für 55.000 fl. Er vereinte die Güter zur Allodial-Herrschaft Werscheditz. Von 1761 bis 1765 lebte er in Prag. Das Gut Chiesch musste er auf Grund hoher Schulden am 14. März 1766 versteigern. Es gelangte an den Grafen Prokop I. Lažansky für 110.400 fl. Am 14. September 1767 erhielt er von Kaiser Joseph II. in Wien das Freiherrendiplom, damit verbunden die Anrede Wohlgeboren und eine Wappenbesserung. 1774 erwarb er zusammen mit Anton von Klement von dem Reichsgrafen Ludwig von Hartig die Herrschaft Liebkowitz, bestehend aus Liebkowitz (dem ehemaligen Rittersitz der Herren von Liebkowecz), Groß-Fürwitz, und Tepeles bzw. Neu-Döplitz. Am 6. Oktober 1774 veräußerte seine Güter Luck, Buda und Werscheditz an den Grafen Franz Anton von Nostitz-Rieneck für 115.846 fl. und 40 Kr. Die oberen Farbwerke in Breitenbach, die sein Großvater 1688 erworben hatte, überschrieb er 1775 dem Faktor des Werkes Franz Anton Miesl. 1791 ließ er das Pfarrgebäude der Kirche von Nahorscheditz neu errichten. Unter den Gegenständen die dort aufbewahrt werden, befindet sich ein verzierter silberner Kelch mit den Initialen F.A.P.V.B.B. für Franz Anton Putz von Breitenbach und dem Jahr 1725. Eventuell ein Geschenk das Franz Xaver Putz, nach dem er 1774 das Gut Liebkowitz erworben hatte, der zuständigen Pfarrei machte. Er starb am 9. August 1794 auf Schloss Liebkowitz. Möglicherweise wurde in der Pfarrkirche St. Wenzel in Nahorscheditz bestattet. Nach seinem Tode verkauften die Erben Gut Liebkowitz 1805 an Bernard Wenisch. Seine Tochter Theresia war die Ehefrau des Amtsdirektors der Herrschaft Luditz Vinzenz von Grünersberg. Sein Sohn Johann Putz von Breitenbach lebte in Prag und war mit der deutlich jüngeren Elisabeth, einer Tochter des Joseph Ritter Stransky von Stranka und Greifenfels, verheiratet. Das Ehepaar pflegte Kontakte zu Carl Maria von Weber, der damals Operndirektor am Ständetheater in Prag war und die Breitenbachs mehrmals in seinen Tagebuchaufzeichnungen nennt.

## Familie
Franz Xaver Putz war vermählt mit Anna Regina geb. von Loskany (* um 1741 in Stein; † 1. Juli 1801 in Liebkowitz). Es sind folgende Kinder bekannt:
1. Antonia Theresia Joann: Nepom: Casimira (get. 4. März 1761 in Prag St. Nikolaus); ⚭ 10. Juni 1801 in Nahorscheditz Vinzenz von Grünersberg, Amtsdirektor.[12]
2. Joann Nepomucenus Franciscus de Paula Procopius Wenceslaus (get. 28. Mai 1765 in Prag Maria Teyn; † 5. Dezember 1819 ebenda); ⚭ 7. August 1810 in Prag St. Nikolaus Elisabeth Stransky von Stranka und Greifenfels
3. Franciscus Xaverius Wenceslaus Leopoldus Franciscus de Paula Simon et Judas (* 14. Oktober 1771 in Werscheditz; † 5. Juli 1780 in Liebkowitz)[13]
4. Regina Josepha Kunigunda (* 3. März 1774 in Werscheditz)